# Rutten, Belgien
Rutten är en ort i Belgien.   Den ligger i provinsen Limburg och regionen Flandern, i den östra delen av landet, 80 km öster om huvudstaden Bryssel. Rutten ligger 107 meter över havet och antalet invånare är 801.
Terrängen runt Rutten är platt. Runt Rutten är det tätbefolkat, med 511 invånare per kvadratkilometer.. Närmaste större samhälle är Liège, 15,4 km sydost om Rutten. 
Trakten runt Rutten består till största delen av jordbruksmark.